# Proteste in Marocco del 2011-2012
Le proteste in Marocco del 2011-2012 si inseriscono nel contesto delle proteste nel mondo arabo. La protesta marocchina esprime l'insofferenza crescente nei confronti del potere monarchico del re Mohammed VI, salito al trono nel 1999 ed il desiderio di riforme costituzionali che blocchino la prassi per cui il sovrano si assegna il potere decisionale per diverse questioni, mentre il paese possiede un governo e un parlamento privi di poteri reali. La protesta, ad ogni modo, assume un profilo più bilanciato rispetto agli altri paesi interessati dai torbidi, grazie anche al consenso più o meno diffuso di cui gode il monarca.

## La protesta

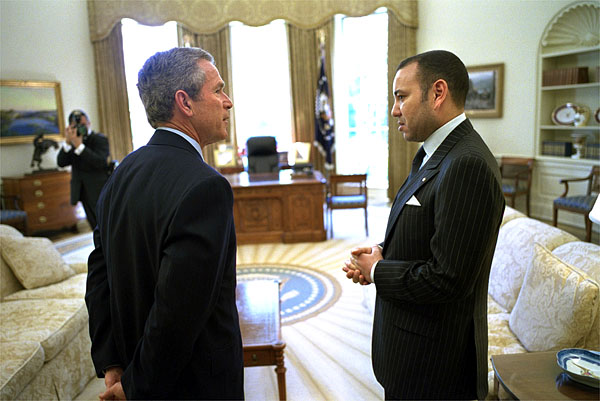
Il re Mohammed VI incontra George Bush nello Studio Ovale il 23 aprile 2002.

Il 20 febbraio e il giorno successivo migliaia di persone manifestano a Rabat, Casablanca e in altre città del Marocco per chiedere riforme democratiche e protestare contro il governo del paese. Nella capitale la contestazione si è svolta in modo pacifico, mentre alcuni scontri con la polizia sono avvenuti a Al-Hoseyma, nel nord del paese dove muoiono 5 persone a causa degli incidenti.
Le proteste vengono organizzate da gruppi di giovani che mediante Facebook lanciano inviti alla dimostrazione. Si chiede un ridimensionamento del potere del re Mohammed VI e si invocano le dimissioni del governo e modifiche costituzionali.
Il 26 febbraio la gente scende in strada a Casablanca circondanta da un massiccio apparato di sicurezza.
Prove di dialogo si svolgono a inizio marzo quando un consigliere del re affronta un colloquio con cinque leader sindacali annunciando loro che il sovrano "ha deciso di procedere con riforme politiche, economiche e sociali".
Il 7 marzo i manifestanti, dopo aver lanciato l'annuncio su Facebook, si raccolgono a Rabat, Casablanca e Tangeri per manifestare per l'attuazione di riforme politiche radicali.
Il 9 marzo Mohammed VI si rivolge pubblicamente alla nazione promettendo una profonda riforma costituzionale che rinforzi il potere esecutivo del governo. Il re annuncia che le riforme dovranno essere approvate tramite referendum.
Dopo alcune proteste a Casablanca il 14 marzo, il 20 marzo il moto di protesta che chiede riforme costituzionali, di nuovo inizia nel paese.

## Proteste nel Sahara Occidentale
Le proteste nel Sahara Occidentale si inseriscono anch'esse nel più ampio contesto delle proteste nel mondo arabo nel periodo 2010-2011, ma hanno ad oggetto differenti rivendicazioni. Il Sahara Occidentale, ex colonia spagnola, annesso nel 1975 dal Marocco, vede da anni la battaglia del popolo saharawi per il riconoscimento del proprio statuto di nazione. L'8 novembre 2010 le forze marocchine smantellano con la forza il campo di Gdeim Izik, allestito dai sahrawi che chiedono l'indipendenza dell'ex colonia spagnola. Secondo gli indipendentisti sono decine le vittime tra le persone presenti nel campo, mentre le autorità marocchine parlano di tredici morti, di cui undici tra i propri militari. Il Parlamento europeo chiede un'inchiesta dell'ONU sui fatti.
Il 2 e il 20 febbraio 2011, nella capitale ufficiosa Laayoune, decine di gruppi di manifestanti protestano contro il blocco che detiene il controllo politico del Marocco, contro il re Mohammed VI e contro la gestione dell'estrazione delle risorse naturali. L'estrazione delle risorse sarebbe stata attuata dalle autorità in modo occulto nonostante l'accordo stabilito con l'Unione europea di proteggere l'area del Sahara Occidentale. L'Associazione dei sahrawi si appella chiedendo i danni causati dalle forze marocchine per il saccheggio avvenuto all'accampamento presso Laayoune e auspicando la cessazione dell'istigazione al razzismo ai danni della popolazione sahariana. La moglie dell'attivista detenuto Naama Asfari si appella al Ministro degli affari esteri francese Michèle Alliot-Marie. Nella notte tra il 25 e il 26 febbraio a Dakhla, uno dei centri principali del Sahara Occidentale, si registrano incidenti più violenti, accompagnati da atti di vandalismo e violenze contro civili provocati da marocchini e sahrawi separatisti.